# Aidachar
Aidachar (лат.) — вымерший род ихтиодектообразных костистых лучепёрых рыб из верхнего мела, обитавший в Кызылкуме, Центральной Азии. Он был описан эстонским палеонтологом Львом Несовым в 1981 году. Сначала он предварительно описал ископаемый материал как фрагменты челюсти ктенохазматидного птерозавра (летающего архозавра), но переосмыслил Aidachar как рыбу в 1986 году. Типовому виду является A. paludalis. Второй вид, A. pankowskii, описан из Kem Kem Group и реклассифицирован из рода Cladocyclus.